# Općina Črenšovci
Općina Črenšovci (slo.:Občina Črenšovci) je općina u sjeveroistočnoj Sloveniji u pokrajini Prekmurje i statističkoj regiji Pomurje. Središte općine je naselje Črenšovci s 1.181 stanovnikom.

## Stanovništvo
Prema popisu stanovništva iz 2001. godine općina je imala 4.080 stanovnika, od čega prema materinjem jeziku slovenskim govori 3.825 (93,8%) stanovnika, a hrvatskim 30 (0,7%) stanovnika. 3.458 stanovnika su katolici.

## Zemljopis
Općina Črenšovci nalazi se u sjeveroistočnom dijelu Slovenije na granici s Hrvatskom. Općina se prostire u južnom dijelu ravničarske i poljoprivredne oblasti Prekomurje, uz rijeku Muru.
U općini vlada umjereno kontinentalna klima.
Najznačajniji vodotok u općini je rijeka Mura, koja je jugozapadna granica općine. Ostali vodotoci su mali i njeni su pritoci.

## Naselja u općini
Črenšovci, Dolnja Bistrica, Gornja Bistrica, Srednja Bistrica, Trnje, Žižki

## Vanjske poveznice
- Službena stranica općine